# Cantate
Een cantate (ook wel cantata genoemd, Italiaans voor zangstuk) is een muzikale compositie voor een of meer zangers, begeleid door instrumenten, meestal bestaande uit meerdere delen. Het belangrijkste verschil tussen de cantate en het oratorium is de omvang. Een cantate heeft meestal een tijdsduur van 20 à 40 minuten, terwijl een oratorium avondvullend is.
Een cantate geschreven voor en uitgevoerd door kinderen wordt een kindercantate genoemd. Dit subgenre was met name gangbaar in de jaren 1850-1950.

## Historische situering
De term cantate werd bedacht in de 17e eeuw om onderscheid te kunnen maken met de sonate, een speelstuk voor instrumenten. Vanaf het midden van de 17e eeuw tot laat in de 18e eeuw was de cantate voor een of twee stemmen met begeleiding van een klavecimbel en soms enkele andere instrumenten een populaire vorm van Italiaanse kamermuziek. Voorbeelden kan men vinden in de muziek van Giacomo Carissimi en de Engelse vocale solo's van Henry Purcell. Ook de Italiaanse duetten en trio's van Georg Friedrich Händel zijn voorbeelden van cantates.
De cantate was het belangrijkste muziekwerk in de kerkelijke eredienst (liturgie) en kwam in de plaats van het evangeliemotet dat in de Lutherse traditie sinds de Reformatie ter verdieping van de Bijbellezing had gefungeerd. Het evangeliemotet werd eerst vervangen door een concerterend gedeelte met aria en koordelen, na 1700 door de cantate.
De oorsprong van de cantate lag dus in het oude gebruik om de Bijbeltekst op melodie te reciteren. De uiteindelijke vorm ervan is een typisch product van het Lutheranisme, waarbij Luther grote mogelijkheden zag voor de muziek als uitdrukkingsmiddel van het geloof (zie Bachs cantate BWV 80 Ein feste Burg ist unser Gott). De bloei van dit soort kerkmuziek, begin 18e eeuw, is ook te verklaren als tegengewicht tegen de steeds intellectualistischer wordende preken. De belangrijke plaats van de cantate in de Lutherse liturgie is misschien ook te begrijpen als compensatie voor het picturale van de verwijderde heiligenbeelden en fresco's in de kerk na de beeldenstorm.

## Bachs cantates
Tot de bekendste cantates behoren die van Johann Sebastian Bach. Bach heeft deze muziekvorm vernieuwd en tot grote hoogte gebracht. Deze stijlvernieuwing sloeg op het aanwenden van de stemmen, de originele instrumentale bezetting (bijvoorbeeld door het orgel als solo-instrument aan te wenden in de inleidende sinfonia), de algemene compositie, de theologische onderbouwdheid, kortom het algemeen concept. Bach was al op jonge leeftijd (23 jaar) grensverleggend en inspirerend voor anderen, binnen een grote traditie bij het componeren van cantates.
Tijdens zijn leven schreef Bach vermoedelijk 295 cantates, waarvan er 202 dankzij Bachs zoon Carl Philipp Emanuel Bach bewaard zijn gebleven. Dat aantal is hoog, maar niet uitzonderlijk voor een componist die als cantor van een belangrijke Lutherse kerk was aangesteld: zijn tijd- en landgenoot Georg Philipp Telemann schreef ongeveer 1200 kerkcantates.
Bachs grote cantateproductie delen de musicologen op in vijf cantatejaargangen. Het overgrote deel van Bachs cantates kwam volgens biograaf Christoph Wolff tot stand in de jaren 1723-1725, Bachs eerste jaren als cantor van de Thomaskirche in Leipzig. In 1723 heeft Bach zijn stijl gevonden, die later nog nauwelijks veranderde. Navorser Alfred Dürr slaagde erin op basis van grafologische en watermerkstudies aan te tonen dat Bach zijn cantates in het begin van zijn Leipzigse tijd nagenoeg "op voorraad" schreef en daarna op het bestaande bleef teren. Tijdens Bachs leven is slechts één cantate (BWV 71 Gott ist mein König) in gedrukte vorm uitgegeven. Van alle andere cantates bestonden alleen handschriften toen hij stierf.
Het merendeel van zijn cantates schreef Bach als muzikale omlijsting van de zondagse kerkdienst. De cantates sloten inhoudelijk aan bij de lezingen en de preek van die zondag of kerkelijke feestdag zoals Maria-Lichtmis (2 februari). Het was dus thematische functionele gebruiksmuziek, maar van een hoog muzikaal niveau. Een cantate bestond doorgaans uit enkele koorzangen, aria's en recitatieven en duurde meestal 20 à 25 minuten. Op speciale dagen bestond de cantate uit twee delen, een deel vóór de preek en een deel na de preek. In de recitatieven vond men een herhaling terug uit de lezingen. Zo vormde het eerste cantatedeel de overgang naar de preek, terwijl het tweede deel als een soort coda na de preek klonk.
De meeste van Bachs cantates beginnen met een aria of met een uitgebreid openingskoor. Deze opening werd gevolgd door enkele aria's en recitatieven. Bijna alle cantates eindigen met een eenvoudig koraal.
De openingskoren illustreren duidelijk Bachs briljante "combinatie-methode", waarin structurele en stilistische elementen van verschillende oorsprong samenkomen. De aria's worden gekenmerkt door een regelmatige, vaak dansante ritmiek en een lyrische, vlot in het oor liggende melodie.
Enkele van Bachs bekendste cantates zijn BWV 191 Gloria in excelsis Deo (voor de eerste kerstdag 1740, de enige in het Latijn geschreven cantate), BWV 106 Gottes Zeit ist die allerbeste Zeit (uit 1707, ook wel de "begrafeniscantate" of "Actus Tragicus" genoemd), BWV 80 Ein feste Burg ist unser Gott (1728), BWV 21 Ich hatte viel Bekümmernis en BWV 147 Herz und Mund und Tat und Leben. Bachs Lutherse missen, waaronder de Hohe Messe in b-mineur, zijn laatst gecomponeerde werk, zijn grotendeels samengesteld op basis van vroegere cantates.
Vanwege het grote aantal religieuze cantates dat hij schreef is Bach weleens "de vijfde evangelist" genoemd. Bach schreef ook een aantal wereldlijke cantates, soms met een frivole aanleiding zoals de "Jagdkantate" BWV 208 Was mir behagt, ist nur die muntre Jagd of de "Kaffeekantate" BWV 211 Schweigt stille, plaudert nicht, maar ook voor plechtigheden, zoals de "Trauerode" BWV 198 Laß Fürstin, laß noch einen Strahl. Doordat Bach vaak aria's en koren gebruikte in meer dan één cantate, zijn er ook dwarsverbindingen tussen de kerkelijke en wereldlijke cantates.
De 202 overgebleven cantates nemen in totaal een tijdsduur van 70-80 uren in.
Enkele van Bachs cantates hebben vanwege hun omvang de benaming oratorium gekregen. Zo noemde hij de cantate Kommt eilet und laufet, ihr flüchtigen Füße BWV 249 het Paasoratorium en de cantate Lobet Gott in seinen Reichen BWV 11 het Himmelfahrtsoratorium. De zes cantates BWV 248, die elk bedoeld zijn voor een andere dag (1. Eerste kerstdag - 2. Tweede kerstdag - 3. Derde Kerstdag - 4. Nieuwjaarsdag - 5. Zondag na nieuwjaar - 6. Driekoningen), vormen samen het Weihnachtsoratorium dat vaak wordt uitgevoerd als één geheel.

## Verdere ontwikkeling

### 19e eeuw
Na Bach kreeg de cantate geen positie meer als een vooraanstaand muziekgenre, maar componisten zijn steeds cantates blijven schrijven, vaak (maar niet alleen) voor bijzondere vieringen of plechtigheden. De 18e-eeuwer Mozart had diverse cantates voor de vrijmetselarij geschreven en Beethoven componeerde een aantal gelegenheidscantates. Zijn Glorreiche Augenblick is een modernere cantatevorm, waarvan ook de Jubelcantata van Carl Maria von Weber een typisch voorbeeld is. Walpurgisnacht van Felix Mendelssohn Bartholdy is een klassiek voorbeeld.
Als componist van de cantatevorm dient Johannes Brahms te worden genoemd. Zijn enige cantate Rinaldo op tekst van Goethe is wel experimenteel genoemd.

### Prix de Rome-cantates
In de 19e en 20e eeuw beleefde de cantate in Frankrijk een grote bloei doordat componisten die meedongen naar de jaarlijkse Prix de Rome een cantate moesten schrijven. Honderden componisten hebben een cantate ingezonden, vaak meer dan eens. Tot de winnaars behoorden Georges Bizet (Clovis et Clotilde, 1857), Jules Massenet (David Rizzio, 1863), Claude Debussy (L'Enfant Prodigue, 1884), Lili Boulanger (Faust et Hélène, 1913) en Henri Dutilleux (L’Anneau du roi, 1938). Hector Berlioz heeft viermaal deelgenomen, met La Mort d'Orphée (1827), Herminie (1828), Cléopâtre (1829) en La Mort de Sardanapale (1830). Pas met de laatstgenoemde cantate won hij de Prix de Rome. Maurice Ravel zond vijf Prix de Rome-cantates in, maar viel nooit in de prijzen, wat een schandaal veroorzaakte omdat zelfs zijn tegenstanders vonden dat hij had moeten winnen. Ook andere landen, waaronder België, kenden een Prix de Rome-traditie met een compositie-opdracht voor een cantate, waaraan vele jonge componisten deelnamen.

### Politiek
Ook in Rusland werd de cantate beoefend als genre. Nikolaj Rimski-Korsakov schreef in 1897 de cantate Switesjanka en in 1901 Homer-cantate. In de Sovjet-Unie van na 1917 kreeg het genre een politieke rol. Van componisten werd verwacht dat zij belangrijke politieke gebeurtenissen opluisterden met een cantate, een taak die zij plichtmatig vervulden. Zo bestaan van Sergej Prokofjev cantates als Zij waren met zeven (1918), Cantate voor de 20e verjaardag van de Oktoberrevolutie (1937), Liederen van onze tijd (een verheerlijking van Stalin, 1937), Alexander Nevski (1939), Zdravitsa (loflied voor Stalin), (1939), Ballade van een onbekende knaap (1943), Bloei, machtig land! (1947) en Op wacht voor de vrede (1950). Nikolaj Mjaskovski's cantate Kirov is met ons (1943) bezingt de verdiensten van Sovjetleider Sergej Kirov. Ook Dmitri Sjostakovitsj schreef dergelijke gelegenheidscantates, zoals Gedicht van het moederland (1947) en De zon schijnt over ons moederland (1952), maar van hem zijn ook de satirische cantate Rajok ("Klein paradijs", 1948) en De executie van Stepan Razin (1964).
Net als de Sovjets gebruikten ook de nazi's de cantate voor hun eigen doeleinden, waarvoor componisten als Hugo Distler (niet van harte), Werner Egk, Kurt Thomas, Wolfgang Fortner, Walter Rein en Armin Knab zich leenden. Door zijn talrijke meezingbare cantates gold Cesar Bresgen als de populairste componist bij de Hitlerjugend, terwijl de cantates van antifascisten als Ernst Toch (Cantata of the Bitter Herbs, 1937), Walter Braunfels (Weihnachtskantate, 1937), Hans Gál (De Profundis, 1937) en Kurt Weill (The Ballad of Magna Charta, 1940) tot de verboden Entartete Musik werden verklaard.

### Na 1945
Na 1945 componeerde Benjamin Britten een aantal cantates, soms (semi)religieus (Saint-Nicolas, 1948), soms wereldlijk (Cantata academica, 1959). De Duitse componist Dietrich Lohff schreef enkele cantates, bijvoorbeeld Von der Würde aller Menschen (2008), rond het thema rechten van de mens in de oorspronkelijke betekenis van "zangstuk".

### Nederland
Ook uit de Nederlandse muziek is de cantate nooit weg geweest. Enkele voorbeelden:
- Johannes Verhulst: Pius Cantate (1871).
- Bernard Zweers: De Kosmos (1883), Sint Nicolaasfeest (1890), Kroningscantates (1897-1898) en Leo-cantate (1902).
- Jan van Gilse: Sulamith (1902) en Der Kreis des Lebens (1929).
- Henk Badings: ten minste zes cantates, waaronder Feestcantate (1936), Honestum Petimus Usque (1937) en Stultitiae laus (1961).
- Hendrik Andriessen Beknopte Feestcantate "Lang zal-ie leven" (1943) en Cantate Domino septem cantier sacra (1946).
- Hans Kox: Stichtse kantate (1958), Kantate van St. Juttemis (1962), Zoo (1964), Anne Frank Cantate – A child of light (1984), Amsterdam cantate (1985), Credo quia absurdum (cantata mystica, 1995).

### Vlaanderen
Bij de emancipatie van de Vlaamse muziek in de 19e eeuw speelde de cantate met nationalistisch onderwerp een belangrijke rol.  
- Peter Benoit: 20 cantates, meestal op teksten van Julius De Geyter met Vlaamse onderwerpen zoals De Vlaamsche Leeuw (1873), De Leie (1875), Vlaanderens kunstroem (Rubens-cantate, 1877), Triomfmarsch (De Genius des Vaderlands, 1880), Treur- en triomfzang, (Conscience-cantate, 1886) en Volkshulde aan een Dichter (Ledeganck-cantate, 1897).
- Lodewijk Mortelmans: De Merode cantate (1905), Jong Vlaanderen (1907) en Hendrik Conscience herdacht.

## Discografie
- Ton Koopman, Complete Cantates, met het "Amsterdam Barok Orkest en koor" (60 cd's opgenomen van 1995 tot 2005)
- Van 1971 tot 1990 nam Nikolaus Harnoncourt samen met Gustav Leonhardt alle cantates van Johann Sebastian Bach op.
- De Engelse dirigent John Eliot Gardiner heeft in het Bach-jaar 2000 tijdens een pelgrimage alle cantates van Bach uitgevoerd: verschenen onder zijn platenlabel Soli Deo Gloria, Bachs adagium
- De Vlaamse dirigent Philippe Herreweghe heeft met zijn Collegium Vocale Gent een aantal cantates opgenomen.
- De Japanse dirigent Masaaki Suzuki heeft ook een opname van alle Bach cantates voltooid.
- Sigiswald Kuijken neemt van 2005 tot 2012 de cantates op van J.S. Bach met het teruggrijpen naar de authentieke uitvoeringspraktijk door het koor te vervangen door een solistisch vocaal kwartet met aandacht voor de juiste tekstdeclamatie.
- Gary Cooper heeft verschillende cantates opgenomen en uitgevoerd, zowel solo als onderdeel van ensembles.